# Herniaria bornmuelleri
Herniaria bornmuelleri är en nejlikväxtart som beskrevs av Mohammad Nazeer Chaudhri. Herniaria bornmuelleri ingår i släktet knytlingar, och familjen nejlikväxter. Inga underarter finns listade i Catalogue of Life.